# Mark Turenshine
Mark Turenshine (in ebraico מרק טורנשיין‎?; Brooklyn, 20 dicembre 1944 – Los Angeles, 26 febbraio 2016) è stato un cestista statunitense naturalizzato israeliano.

## Carriera
Con Israele ha partecipato a due edizioni dei Campionati europei maschili di pallacanestro (1969, 1971).

## Palmarès
- Campionato israeliano: 1

Hapoel Tel Aviv: 1968-69
- Coppa di Israele: 1

Hapoel Tel Aviv: 1968-69